# 深夜急行バス (南海バス)
南海深夜急行バス（なんかいしんやきゅうこうバス）は、南海バスが運行している深夜急行バスである。

## 概要
- 堺営業所が担当している。

- 梅田・なんば発の路線は平日・土曜日のみ運行。休日・ゴールデンウィーク（4月29日 - 5月5日）・お盆休み（8月13日 - 8月16日）・年末年始（12月29日 - 1月5日）は運休。

- 乗車運賃は、降車時に後払いする方式となっている。なお、現金だけでなく、なんかいバスカード（キッズカードを除き2016年10月末で販売終了）のほか、なっち（自社専用カード）、PiTaPa及びICOCA等のICカードも使用できる。ただし、昼間割引バスカードやフリー乗車券類（全線１日フリーカードなど）は使用不可。なっちの昼割精算用チャージ金額も使用できない。

## 路線

### 梅田・なんば発
- 堺東・泉北ニュータウン・和泉方面

梅田（24:45発） → なんば（1:15発） → （阪神高速15号堺線） → 堺東駅前（1:36発） → 三国ヶ丘駅前 → 中もず駅前通 → 府大研究所前 → 深井駅 → 堺東高校前 → 晴美台一丁 → 晴美台センター → はるみ小学校前 → 帝塚山学院泉ヶ丘校前 → 槙塚台三丁 → 槙塚台センター → 槙塚台一丁 → 茶山台南口 → 茶山台二丁 → 泉ヶ丘駅 → 栂・美木多駅 → 光明池駅 → 東室堂 → 城山台口 → 城山台五丁 → 城山台四丁 → 光明台一丁目 → 光明台二丁目 → 光明台三丁目 → はつが野三丁目 → はつが野二丁目 → はつが野口 → のぞみ野東 → 万町弘法寺前 → 和泉中央駅 → いぶき野三丁目 → いぶき野一丁目 → 弥生自治会館前 → 弥生町一丁目 → 観音寺町 → 寺門町一丁目→ 和泉市立総合医療センター前 → 福祉会館前 → 府中町南 → 和泉府中駅前（2:58着）
- なんばは乗車専用、堺東駅前は乗降とも可。以降の停留所は降車専用。

- 金剛・河内長野(美加の台)・林間田園都市方面

梅田（24:35発） → なんば（1:05発） → （阪神高速1号環状線・阪神高速14号松原線） → 広国神社前 → 下黒山西 → 菅生口 → 藤沢台一丁目 → 津々山台一丁目北 → 公園前 → 高辺台三丁目 → 久野喜台二丁目 → 金剛駅前 → 北村 → 亀の甲 → 樫本病院前 → 東茱萸木四丁目 → 千代田駅前 → 石坂 → 本多町 → 河内長野駅前 → 七ツ辻  → 郵便局前 → 上田 → 三日市町駅筋 → 三日市町駅前 → 加賀田口 → 美加の台駅前 → 慶賀野 → 林間田園都市駅前（2:30着）
- なんばは乗車専用、以降の停留所は降車専用。

※2009年12月1日から下記の金剛・狭山ニュータウン・河内長野方面の一部経路を変更して復活し、美加の台駅・林間田園都市駅まで延長運転を行っている。これにより和歌山県内に南海バスの路線バスが復活し、更には同県に深夜バスが初めて乗り入れすることとなった。なお、金剛東団地内の藤沢台や津々山台へは近鉄バスが深夜急行バスを走らせていたこともあった。

### 中もず駅前発
- 泉北ニュータウン・和泉方面

中もず駅前（24:50発） → 中もず駅前通 → 府大研究所前 → 深井駅（25:05発） → 堺東高校前 → 晴美台一丁 → 晴美台センター → はるみ小学校前 → 帝塚山学院泉ヶ丘校前 → 槙塚台三丁 → 槙塚台センター → 槙塚台一丁 → 茶山台南口 → 茶山台二丁 → 泉ヶ丘駅 → 栂・美木多駅 → 光明池駅 → 東室堂 → 城山台口 → 城山台五丁 → 城山台四丁 → 光明台一丁目 → 光明台二丁目 → 光明台三丁目 → はつが野三丁目 → はつが野二丁目 → はつが野口 → のぞみ野東 → 万町弘法寺前 → 和泉中央駅 → いぶき野三丁目 → いぶき野一丁目 → 弥生自治会館前 → 弥生町一丁目 → 観音寺町 → 寺門町一丁目→ 和泉市立総合医療センター前 → 福祉会館前 →和泉府中駅前（2:12着）
- 深井駅は乗降とも可。その他の途中停留所は降車専用。
- この路線は毎日運行。

## 使用車両
リムジンバス「Sorae」仕様（トイレ付き）車両を用いている。
2009年11月30日までは前向き4列シート（補助シート付）の一般路線用車両を用いていた。また、かつては和歌山バスの和歌山シャトル仕様の車両を前ドアのみにしたタイプの車両も所属していた。

## かつて存在した路線
- 金剛・狭山ニュータウン・河内長野方面

梅田 → なんば → （阪神高速1号環状線・阪神高速14号松原線） → 平尾 → 中央センター前 → 富田林病院前 → 向陽台二丁目 → 向陽台三丁目 → 藤沢台六丁目 → 藤沢台五丁目 → 藤沢台二丁目 → 葛城中学校前 → 金剛高校前 → 公園前 → 高辺台三丁目 → 久野喜台二丁目 → 金剛駅 → 北村 → 亀の甲 → 狭山西小学校前 → 帝塚山学院大学前 → 西山台北 → 南第一小学校前 → 狭山ニュータウンセンター → 南中学校前 → 近畿大学病院前 → 貴望ヶ丘 → 南貴望ヶ丘 → 南海西友前 → 千代田駅前 → 河内長野駅前 → 七ツ辻 → 郵便局前 → 上田 → 三日市町駅筋 → 南花台一丁目北 → 南花台一丁目南 → 南花台三丁目北 → 南花台三丁目南 → 南花台四丁目 → 大矢船北町 → 大矢船中町 → 大矢船南町 → 南ヶ丘
※2003年11月17日から2008年1月11日まで運行していた。

## 沿革
当初は泉北ニュータウン方面（なんば→深井駅→泉ヶ丘駅→（中略）→光明台二丁目→光明台センター→光明台一丁目西→光明台北小学校前→光明池車庫）のみであった。
- 2002年11月
  - 和泉府中車庫前まで延伸[4]及び泉北ニュータウン泉ヶ丘地区内に停留所を追加。
- 2003年11月17日 
  - 梅田へ延伸及び「堺東駅前」「三国ヶ丘駅前」「中もず駅前通」「府大研究所前」の各停留所を追加。
  - 金剛・狭山ニュータウン・河内長野方面の運行を開始。
- 2008年1月15日
  - 金剛・狭山ニュータウン・河内長野方面を廃止（同年1月11日をもって運行終了）、堺東・泉北ニュータウン・和泉方面のみとなる。
- 2009年12月1日
  - 河内長野方面の便を復活し、林間田園都市駅まで延長運転を行う。
  - 堺東・泉北ニュータウン・和泉方面に関しては堺東駅での乗車扱いを開始。
  - 担当営業所が堺営業所金岡車庫から空港営業所となる。
- 2011年
  - 4月1日
    - 中もず駅前発泉北ニュータウン・和泉方面の運行を開始。

  - 12月1日
    - 土曜日の運行を開始。
    - 金剛・河内長野・林間田園都市方面に停留所を追加。
    - 中もず駅前発便が岸和田駅まで延長運転を行う。
- 2014年
  - 3月3日
    - 中もず駅前発便が和泉府中車庫前までの運行に短縮（和泉府中車庫前 - 岸和田駅間を廃止）。
    - 担当営業所が空港営業所から堺営業所となる。

  - 4月1日
    - 和泉府中駅前バスターミナル使用開始及び和泉府中車庫前停留所廃止に伴い梅田・なんば発堺東・泉北ニュータウン・和泉方面及び中もず駅前発便の終着停留所を和泉府中駅前に変更。
- 2015年12月5日
  - 泉北ニュータウン・和泉方面運行分について、光明台センター - 光明池車庫・和泉和田・室堂区間を廃し、光明台三丁目 - 万町弘法寺前に経路を変更。
- 2020年4月8日 （4月9日未明）
  - 新型コロナウイルスの影響で、①梅田（24:45発）・なんば・堺東発　堺東・泉北ニュータウン・和泉府中駅前方面分、②梅田（24:35発）・なんば発　金剛・千代田・河内長野・林間田園都市方面分及び③中もず（24:50発）・深井発　泉ヶ丘・和泉中央・和泉府中駅前方面分のいずれについても、以降当面の間の運行を休止。[5]